# Real Zaragoza
Real Zaragoza is een Spaanse voetbalclub, opgericht op 18 maart 1932 en sinds het seizoen 2013/2014 uitkomend in de Segunda División A, de op een na hoogste competitie van Spanje. De club speelt sinds 8 september 1957 zijn wedstrijden in La Romareda in Zaragoza. Daarvoor speelde het in het Torrero.

## Geschiedenis
Real Zaragoza ontstond in 1932 door de fusie van de twee rivalen Iberia SC en Real Zaragoza CD. In de jaren dertig van de twintigste eeuw maakte de club indruk, maar de Spaanse Burgeroorlog riep dat tijdelijk een halt toe.
Vanaf de verhuizing naar La Romareda begon Real Zaragoza zich te manifesteren als een cupfighter en de Spaanse beker (eerst als Copa de Generalísimo, later als Copa del Rey) werd dan ook al meerdere malen gewonnen en ook werd twee keer een Europees bekertoernooi gewonnen. Het is Real Zaragoza echter nog niet gelukt om hoger te eindigen dan de tweede plek in de competitie. In het seizoen 1974/75 eindigden ze als vicekampioen achter Real Madrid.
In het Europacup II-toernooi voor bekerwinnaars werd een halve finale bereikt in het seizoen 1986/87. Ajax won in het doorgaans droge en zonnige Zaragoza met 3-2 op 8 april 1987, in een wedstrijd die wel wordt omschreven als "het waterballet van Zaragoza". Rob Witschge en John Bosman (2 x) scoorden voor Ajax, nadat Ruben Sosa Zaragoza op 1-0 had gebracht. Senor (strafschop) deed nog iets terug namens Real Zaragoza. De return in Amsterdam op 22 april 1987 won Ajax, dat Johan Cruijff als hoofdtrainer had, met 3-0.
Het meest recente internationale succes is de Europacup II-winst in 1995. In de finale tegen het Engelse Arsenal bracht de Argentijnse spits Juan Esnáider Real Zaragoza op voorsprong. Negen minuten later was het echter John Hartson die de 1-1 maakte. De wedstrijd leek af te stevenen op een gelijkspel en daarmee een strafschoppenserie, totdat Mohamed Alí Amar, voetbalnaam Nayim, de bal voor zijn voeten kreeg. De in Ceuta geboren middenvelder van Real Zaragoza produceerde een fabelachtige lob vanaf de uiterste rechterkant van het veld. Doelman David Seaman, die een voorzet verwachtte en geen schot vanaf veertig meter, was geklopt en Real Zaragoza won de beker.
In 2000 plaatste Real Zaragoza zich in eerste instantie voor de eerste keer in de geschiedenis voor de UEFA Champions League als nummer vier van de Primera División. Ongeveer een week later won Real Madrid, dat als vijfde was geëindigd in de competitie, echter de Champions League en diende daarom als titelverdediger deel te nemen aan het toernooi van 2000/2001. Hierdoor moest Real Zaragoza de vierde Spaanse Champions League-plaats af te staan aan de Madrileense club. Los Blanquillos moesten genoegen nemen met een plaats in de UEFA Cup.
In 2001 won Real Zaragoza voor de vijfde keer de Spaanse beker door in de finale te winnen van Celta de Vigo. Een seizoen later, in 2002, degradeerde Real Zaragoza naar de Segunda División A. In het seizoen 2003/04 keerde de club alweer terug in de Primera División. Datzelfde seizoen won Real Zaragoza opnieuw de Copa del Rey. Real Madrid werd na verlengingen met 3-2 verslagen. Real Madrid leek op weg naar bekerwinst door doelpunten van David Beckham en Roberto Carlos, maar treffers van Dani García en David Villa uit een strafschop brachten Real Zaragoza terug in de wedstrijd. Uiteindelijk was het in de tweede helft van de verlengingen de ingevallen Argentijnse aanvaller Luciano Galleti die de wedstrijd besliste in het voordeel van Real Zaragoza.
In het seizoen 2005/06 stootte Real Zaragoza de traditionele top drie van Spanje uit de Copa del Rey. Atlético Madrid werd in de achtste finales verslagen. In de kwartfinales moest FC Barcelona zijn meerdere erkennen in Real Zaragoza. In La Romareda versloeg Real Zaragoza de Catalaanse club met 4-2. De spitsen Diego Milito en Ewerthon scoorden beide tweemaal. Real Zaragoza verloor de return in Camp Nou weliswaar met 2-1, maar op basis van gemaakte doelpunten plaatste de club zich toch voor de halve finales. Hierin werd Real Madrid verslagen. In Zaragoza werd de Madrileense club met 6-1 vernederd door Real Zaragoza. Milito maakte vier treffers, Ewerthon twee. Ondanks een 4-0 nederlaag in de return plaatste Real Zaragoza zich voor de finale. In de eindstrijd was RCD Espanyol met 4-1 te sterk. In het seizoen 2007/2008 startte Real Zaragoza met de ambitie zich te plaatsen voor de UEFA Champions League, maar degradeerde de club.
Na een matige start in de Segunda División A, wist Real Zaragoza onder trainer Marcelino binnen één jaar weer terug te keren naar de Primera División, samen met CD Xerez en CD Tenerife. Na een 3-1-overwinning op Córdoba CF op 13 juni 2009 was Real Zaragoza niet meer in te halen door de naaste belager, Hércules CF.
Op 3 oktober 2009 speelde de club tegen Atlético Madrid zijn 3000e officiële wedstrijd uit zijn historie.

## Erelijst
| Continentaal          |    |                                    |
| UEFA Cup Winners' Cup | 1x | 1995                               |
| Jaarbeursstedenbeker  | 1x | 1964                               |
| Nationaal             |    |                                    |
| Copa del Rey          | 6x | 1964, 1966, 1986, 1994, 2001, 2004 |
| Supercopa de España   | 1x | 2004                               |
| Segunda División      | 1x | 1978                               |
| Tercera División      | 2x | 1933, 1934                         |

## Eindklasseringen
- 1940 7e
Primera División
- 1941 11e
Primera División
- 1942 2e
Segunda División
- 1943 13e
Primera División
- 1944 6e
Segunda División
- 1945 7e
Segunda División
- 1946 10e
Segunda División
- 1947 13e
Segunda División
- 1948 3e
Tercera División
- 1949 2e
Tercera División
- 1950 4e
Segunda División
- 1951 2e
Segunda División
- 1952 12e
Primera División
- 1953 16e
Primera División
- 1954 9e
Segunda División
- 1955 3e
Segunda División
- 1956 3e
Segunda División
- 1957 9e
Primera División
- 1958 14e
Primera División
- 1959 9e
Primera División
- 1960 11e
Primera División
- 1961 3e
Primera División
- 1962 4e
Primera División
- 1963 5e
Primera División
- 1964 4e
Primera División
- 1965 3e
Primera División
- 1966 4e
Primera División
- 1967 5e
Primera División
- 1968 5e
Primera División
- 1969 13e
Primera División
- 1970 8e
Primera División
- 1971 16e
Primera División
- 1972 3e
Segunda División
- 1973 8e
Primera División
- 1974 3e
Primera División
- 1975 2e
Primera División
- 1976 14e
Primera División
- 1977 16e
Primera División
- 1978 1e
Segunda División
- 1979 14e
Primera División
- 1980 10e
Primera División
- 1981 14e
Primera División
- 1982 10e
Primera División
- 1983 6e
Primera División
- 1984 7e
Primera División
- 1985 10e
Primera División
- 1986 4e
Primera División
- 1987 8e
Primera División
- 1988 11e
Primera División
- 1989 5e
Primera División
- 1990 9e
Primera División
- 1991 17e
Primera División
- 1992 6e
Primera División
- 1993 9e
Primera División
- 1994 3e
Primera División
- 1995 7e
Primera División
- 1996 13e
Primera División
- 1997 14e
Primera División
- 1998 13e
Primera División
- 1999 9e
Primera División
- 2000 4e
Primera División
- 2001 17e
Primera División
- 2002 20e
Primera División
- 2003 2e
Segunda División
- 2004 12e
Primera División
- 2005 12e
Primera División
- 2006 11e
Primera División
- 2007 6e
Primera División
- 2008 18e
Primera División
- 2009 2e
Segunda División
- 2010 14e
Primera División
- 2011 13e
Primera División
- 2012 16e
Primera División
- 2013 20e
Primera División
- 2014 14e
Segunda División
- 2015 10e
Segunda División
- 2016 13e
Segunda División
- 2017 8e
Segunda División
- 2018 11e
Segunda División
- 2019 7e
Segunda División
- 2020 3e
Segunda División
- 2021 15e
Segunda División
- 2022 10e
Segunda División
- 2023 13e
Segunda División
- 2024 15e
Segunda División
- 2025 18e
Segunda División

- Primera División
- Segunda División
- Tercera Federación

## Real Zaragoza in Europa
Real Zaragoza speelt sinds 1962 in diverse Europese competities. Hieronder staan de competities en in welke seizoenen de club deelnam. De edities die Zaragoza heeft gewonnen zijn dik gedrukt:
- Europacup II (5x)

1964/65, 1966/67, 1986/87, 1994/95, 1995/96
- UEFA Cup (8x)

1974/75, 1975/76, 1989/90, 1992/93, 2000/01, 2001/02, 2004/05, 2007/08
- Jaarbeursstedenbeker (5x)

1962/63, 1963/64, 1965/66, 1967/68, 1968/69
- UEFA Super Cup (1x)

1995

## Bekende spelers

### Nederlanders
- Frank Rijkaard
- Nordin Wooter
- Saïd Boutahar
- Glenn Loovens

### Spanjaarden
- Xavier Aguado
- Pichi Alonso
- José Enrique
- Agustín Aranzábal
- Andoni Cedrún
- Albert Celades
- Dani García
- Sergio García
- Juanfran
- Carlos Lapetra
- Javi Moreno
- Fernando Morientes
- Víctor Muñoz
- Nayim
- Paco
- Miguel Pardeza
- Gerard Piqué
- Álex Sánchez
- Francisco Santamaría
- David Villa
- Alberto Zapater
- Ander Herrera

### Overig
- Pablo Aimar
- Bébé
- Valentino Tinow
- Saturnino Arrúa
- Mate Bilić
- Andreas Brehme
- Cafú
- José Luis Chilavert
- Andrés D'Alessandro
- Juan Esnáider
- Ewerthon
- Luciano Galletti
- Shinji Kagawa
- Slobodan Komljenović
- Gustavo López
- Rinaldo Menichetti
- Dorin Mateuţ
- Diego Milito
- Gabriel Milito
- Savo Milošević
- Juan Carlos Blanco
- Leonardo Ponzio
- Gustavo Poyet
- Rubén Sosa
- Patricio Yáñez

## Bekende trainers
- Víctor Muñoz
- Leo Beenhakker
- Javier Aguirre